# Tira (Texas)
Pour les articles homonymes, voir Tira.
Tira est une ville située au nord du comté de Hopkins au Texas, aux États-Unis,.

## Démographie
Lors du recensement de 2010, la ville comptait une population de 297 habitants. Elle est estimée, en 2017, à 307 habitants.

### Source de la traduction
- (en) Cet article est partiellement ou en totalité issu de l’article de Wikipédia en anglais intitulé « Tira, Texas » (voir la liste des auteurs).